# Troumouse
El Troumouse és una muntanya de 3.085 m d'altitud, amb una prominència de 50 m, que es troba al massís de la Múnia, entre la província d'Osca (Aragó) i els Alts Pirineus (França).